# 脱離反応
脱離反応（だつりはんのう、英: elimination reaction）は、化合物が原子団を放出してより原子数の少ない分子となる反応形式のことを言う。硫酸によってアルコールが脱水し、オレフィンとなる反応は脱離反応の好例である。反応機構別に E1反応 と E2反応 に分けられる。また反応機構的には全く異なるがカルボン酸の脱水縮合も脱離反応に含める場合があり、硫酸によりフタル酸が無水フタル酸になるのがこの例である。
脱離反応あるいは脱水縮合において放出される原子団は脱離基と呼ばれる。
脱水縮合については、記事　脱水縮合に詳しい。

## アルケンの生成における規則
アルケンの生成における規則として以下のようなものがある。
ザイツェフ則
ハロゲン化アルキルのハロゲン脱離、アルコールの酸性条件下の脱離反応により生成する場合
ホフマン則
立体的に大きな強塩基を用いる場合や四級アンモニウムの脱離反応（ホフマン分解）やスルホニウム塩の分解により生成する場合
いずれの反応も複数の脱離過程（反応過程）が存在し、カルボカチオン転位が起こる場合もあるために複数のアルケン異性体を生成する。

### ザイツェフ（ザイチェフ）則
ザイツェフ則（～そく、Saytzeff's rule、セイチェフ則とも表記）は、第3級カルボカチオンの隣にある炭素からのプロトン脱離によって生じる炭素間の二重結合は、カルボカチオンに結合している最も炭素の数が多いアルキル基にできやすいという規則である。

### ホフマン則
ホフマン則 （～そく、Hofmann rule）とは、カリウム tert-ブトキシドのような立体的に大きな強塩基を用いた時の反応や第4級アンモニウム塩を塩基で処理することにおいて、生成物のアルケンが、より少ない置換基をもつようになる方の生成が優先されるという規則である。これはメチル水素の方がメチレン水素より酸性度が高く、塩基によるプロトンの引き抜きが起きやすいためである。

## E1反応（1分子脱離反応）
E1反応はイオンを経由して起こる脱離反応で、分子から1原子が脱離して生成したイオンから別のイオンが脱離し、新たな化合物ができる反応である。

ザイツェフ則ではハロゲンまたは水の脱離が律速段階であり、生成するカルボカチオンの安定性により生成する異性体（アルケン）の生成比率が決定づけられる。アルケンの置換基が第3級化合物、第2級化合物、第1級化合物と置換基の多い異性体ほど生成しやすい。これはアルキル基が多いほど超共役によりカルボカチオンが安定化するためと説明付けられている。また、その炭素に2重結合やベンゼンが結合していれば、共鳴構造をかけるので、アルキル置き換えカチオンより、級が1小さくても少し安定になる。例えば、1-ブタノールにおいて分子内脱水をすると1-ブテンではなく2-ブテンが主生成物となる（ワグナー・メーヤワイン転位）。また、ネオペンチルアルコール（2,2-ジメチル-1-プロパノール）を分子内脱水すると2-メチル-2-ブテンが得られる（ネオペンチル転位)。
ホフマン則では塩基によるプロトンの引き抜きが律速段階であり、置換基の少ない異性体（アルケン）ほど生成しやすい。これはβ位に脱離基を持つ炭素のうち置換水素の酸性度に低いものから引き抜かれてβ脱離が進行するためで、アルキル基の超共役は電子供与性であり置換アルキル基が多いものほど水素置換基の酸性度が低下するためと説明付けられている。

## E2反応（2分子脱離反応）
E2反応は2つの分子が反応して片方は付加あるいは置換反応、もう一方が脱離反応を起こす反応機構（協奏的脱離反応）である。この反応は2分子が同時に反応にかかわるために化合物の立体配置が重要となる。また、2分子が同時にかかわるため、速度式は2次となる。
E2反応では、「脱離基の解離」「塩基による脱プロトン化」「反応炭素中心の軌道の再混成及び二重結合の生成」の3つが同時に進行する。